# Pieces of the Sky
| Recensione       | Giudizio        |
| ---------------- | --------------- |
| AllMusic         | [ 2 ]           |
| Robert Christgau | C-              |
| Sputnikmusic     | 3.8 (Excellent) |

Pieces of the Sky è il secondo album discografico in studio della cantante statunitense Emmylou Harris, pubblicato nel febbraio del 1975.
Tra i brani sono da segnalare: Boulder to Birmingham, dedicato all'amico Gram Parsons; If I Could Only Win Your Love, che fu numero uno nelle classifiche country e divenne un classico del genere; le cover For No One (della coppia Lennon-McCartney) e Sleepless Nights (portata al successo dai fratelli Everly).

## Tracce
Lato A
1. Bluebird Wine – 3:18 (Rodney Crowell)
2. Too Far Gone – 4:05 (Billy Sherrill)
3. If I Could Only Win Your Love – 2:36 (Charlie Louvin, Ira Louvin)
4. Boulder to Birmingham – 3:33 (Emmylou Harris, Bill Danoff)
5. Before Believing – 4:44 (Danny Flowers)

Durata totale: 18:16
Lato B
1. Bottle Let Me Down – 3:16 (Merle Haggard)
2. Sleepless Nights – 3:25 (Felice and Boudleaux Bryant)
3. Coat of Many Colors – 3:42 (Dolly Parton)
4. For No One – 3:40 (John Lennon, Paul McCartney)
5. Queen of the Silver Dollar – 5:14 (Shel Silverstein)

Durata totale: 19:17
Edizione CD del 2004, pubblicato dalla Warner Bros. Records (R2 78108)
1. Bluebird Wine – 3:17 (Rodney Crowell)
2. Too Far Gone – 4:04 (Billy Sherrill)
3. If I Could Only Win Your Love – 2:38 (Charlie Louvin, Ira Louvin)
4. Boulder to Birmingham – 3:35 (Emmylou Harris, Bill Danoff)
5. Before Believing – 4:43 (Danny Flowers)
6. Bottle Let Me Down – 3:17 (Merle Haggard)
7. Sleepless Nights – 3:26 (Felice Bryant, Boudleaux Bryant)
8. Coat of Many Colors – 3:42 (Dolly Parton)
9. For No One – 3:41 (John Lennon, Paul McCartney)
10. Queen of the Silver Dollar – 4:59 (Shel Silverstein)
11. Hank and Lefty – 2:50 (Doodle Owens, Dallas Frazier) – Bonus track - Previously Unissued
12. California Cottonfields – 2:47 (Dallas Frazier, Earl Montgomery) – Bonus track - Previously Unissued

Durata totale: 42:59

## Musicisti
Bluebird Wine
- Emmylou Harris - voce
- Rick Cunha - chitarra acustica
- Brian Ahern - chitarra acustica
- James Burton - chitarra elettrica
- Bernie Leadon - banjo
- Glen D. Hardin - pianoforte
- Richard Greene - fiddle
- Ray Pohlman - basso
- Ron Tutt - batteria
- Fayssoux Starling - accompagnamento vocale, cori
- Herb Pedersen - accompagnamento vocale, cori

Too Far Gone
- Emmylou Harris - voce
- Rick Cunha - chitarra acustica
- James Burton - chitarra elettrica
- Ben Keith - chitarra steel
- Bill Payne - pianoforte
- Ray Pohlman - basso
- Ron Tutt - batteria
- Fayssoux Starling - accompagnamento vocale, cori
- Herb Pedersen - accompagnamento vocale, cori
- Glen D. Hardin - arrangiamento strumenti a corda

If I Could Only Win Your Love
- Emmylou Harris - voce, chitarra acustica, armonie vocali
- Brian Ahern - chitarra acustica
- James Burton - chitarra elettrica
- Herb Pedersen - banjo, armonie vocali
- Ray Pohlman - basso
- Ron Tutt - batteria

Boulder to Birmingham
- Emmylou Harris - voce, chitarra acustica, accompagnamento vocale-cori
- Rick Cunha - chitarra acustica
- Herb Pedersen - chitarra a 12 corde, accompagnamento vocale-cori
- James Burton - chitarra elettrica
- Ben Keith - chitarra steel
- Glen D. Hardin - pianoforte elettrico
- Bill Payne - pianoforte
- Ray Pohlman - basso
- Ron Tutt - batteria
- Nick DeCaro - arrangiamenti strumenti a corda

Before Believing
- Emmylou Harris - voce, chitarra acustica
- Bruce Archer - chitarra acustica
- Danny Pendelton - chitarra steel
- Bill Payne - pianoforte
- Ricky Skaggs - fiddle, viola
- Tom Guidera - basso

Bottle Let Me Down
- Emmylou Harris - voce
- Bernie Leadon - chitarra acustica, dobro, accompagnamento vocale-cori
- Brian Ahern - chitarra acustica
- Rick Cunha - chitarra high-strung
- James Burton - chitarra elettrica
- Glen D. Hardin - pianoforte
- Duke Bardwell - basso
- Ron Tutt - batteria
- Herb Pedersen - accompagnamento vocale-cori

Sleepless Nights
- Emmylou Harris - voce
- Rick Cunha - chitarra high-strung
- Bernie Leadon - chitarra acustica, basso
- James Burton - chitarra gut-string, chitarra elettrica
- Ben Keith - chitarra steel
- Glen D. Hardin - pianoforte
- Ron Tutt - batteria

Coat of Many Colors
- Emmylou Harris - voce, chitarra acustica, accompagnamento vocale-cori
- Rick Cunha - chitarra acustica
- James Burton - chitarra gut-strings, dobro
- Ben Keith - chitarra steel
- Glen D. Hardin - pianoforte elettrico
- Byron Berline - fiddle
- Ray Pohlman - basso
- Ron Tutt - batteria
- Fayssoux Starling - accompagnamento vocale-cori

For No One
- Emmylou Harris - voce
- Herb Pedersen - chitarra acustica, accompagnamento vocale-cori
- Amos Garrett - chitarra elettrica
- Byron Berline - mandolino
- Bill Payne - pianoforte
- Brian Ahern - basso
- Fayssoux Starling - accompagnamento vocale-cori
- Nick DeCaro - arrangiamento strumenti a corda

Queen of the Silver Dollar'
- Emmylou Harris - voce, chitarra acustica
- Bruce Archer - chitarra acustica
- Danny Pendleton - chitarra steel
- James Burton - dobro
- Glen D. Hardin - pianoforte
- Ricky Skaggs - fiddle
- Tom Guidera - basso
- Mark Cuff - batteria
- Herb Pedersen - accompagnamento vocale-cori
- Linda Ronstadt - accompagnamento vocale-cori[7]

Hank and Lefty
- Emmylou Harris - voce
- Brian Ahern - chitarra acustica
- Bruce Archer - chitarra elettrica, accompagnamento vocale-cori
- Ricky Skaggs - fiddle, accompagnamento vocale-cori
- Danny Pendleton - chitarra steel
- Tom Guidera - basso, accompagnamento vocale-cori
- Mark Cuff - batteria

California Cottonfields
- Emmylou Harris - voce, chitarra acustica
- Herb Pedersen - banjo, accompagnamento vocale-cori
- Glen D. Hardin - pianoforte
- Ray Pohlman - basso
- Ron Tutt - batteria
- Bernie Leadon - accompagnamento vocale-cori[8]

## Classifica
Album
| Anno | Classifica         | Posizione raggiunta |
| ---- | ------------------ | ------------------- |
| 1975 | Top Country Albums | 7                   |

Singoli
| Anno | Titolo del brano              | Classifica        | Posizione raggiunta |
| ---- | ----------------------------- | ----------------- | ------------------- |
| 1975 | If I Could Only Win Your Love | Hot Country Songs | 4                   |
| 1979 | Too Far Gone                  | Hot Country Songs | 13                  |